# Leucospermum gueinzii
Leucospermum gueinzii  es una especie de arbusto   perteneciente a la familia  Proteaceae. Es originaria de Sudáfrica.

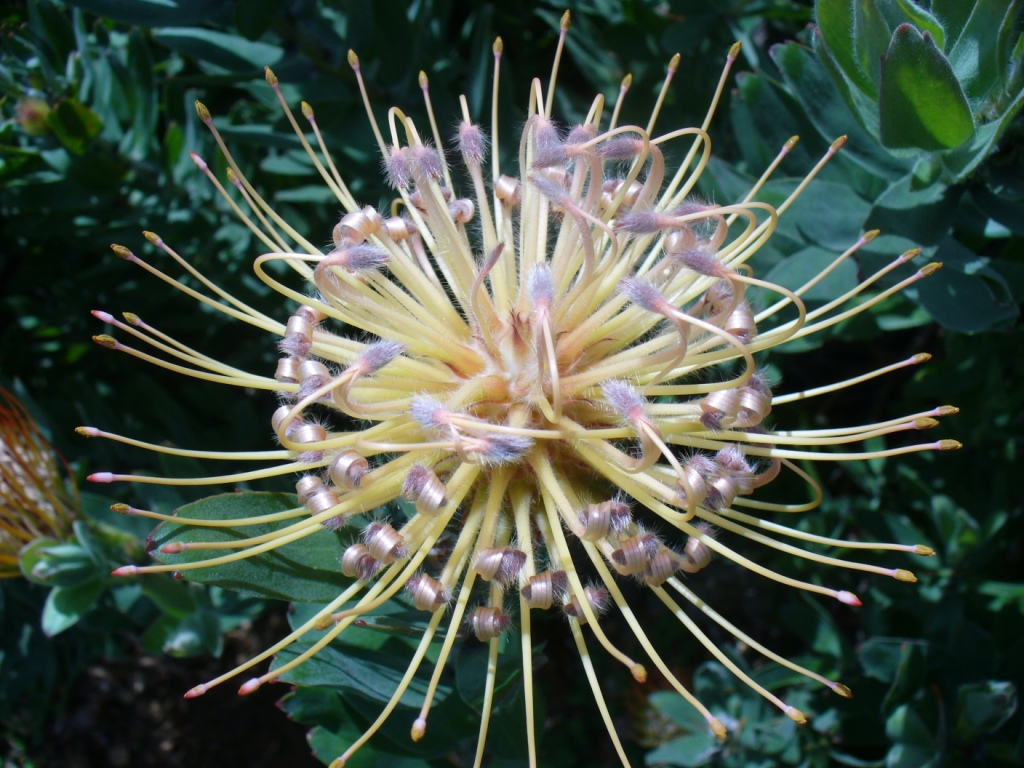
Detalle de la flor

## Descripción
Leucospermum gueinzii es un arbusto  robusto, con ramas tomentosas de color gris e hirsuto; vegetación densa ocultando el tallo, las hojas ancho elíptico-oblongas a lanceoladas, redondeadas, rara vez truncadas, enteras o con 3 dientes en el ápice. Las inflorescencias sésiles entre las hojas superiores, de color amarillo, con excepción de los estigmas de color rojo

## Taxonomía
Leucospermum gueinzii fue descrita por  Carl Meissner y publicado en Prodromus Systematis Naturalis Regni Vegetabilis 14: 254. 1856.
Etimología
El género Leucospermum deriva de las palabras griegas leukos que significa blanco, y de spermum =  semilla, en referencia a las semillas blancas o de color claro de muchas especies. Las semillas son en realidad de color negro, pero están recubiertas con una piel blanca carnosa (eleosoma).